# Konžská pánev
Konžská pánev, též Zairská pánev, je mělká sníženina ve střední Africe. Odvodňuje ji řeka Kongo a její přítoky. Rozkládá se na území 3 miliony km². Zarovnané dno leží v nadmořské výšce 300–500 m. Území se nachází v rovníkovém podnebí. Krajina je řídce osídlena, sídla leží většinou podél toků řek. Území se rozkládá ve státech Konžská demokratická republika, Konžská republika, Středoafrická republika, Kamerun, Rovníková Guinea, Gabon, Angola, Burundi, Rwanda, Tanzanie a Zambie.

## Geologie a geomorfologie
Pánev byla vytvořena v prvohorách. Během neogénu byla oblast rozlámána na kry, čímž centrum pánve kleslo a okolní pohoří a náhorní plošiny vystoupaly na úroveň 1000–1500 m n. m. Na dně se ve třetihorách nacházelo vnitroafrické jezero, na něž odkazují rozsáhlé bažiny a jezera (např. Mai Ndombe). Strany pánve tvoří náhorní plošiny a pohoří. Severozápadní část lemuje Adamauské pohoří (1000–1500 m n. m.), severní okraj tvoří náhorní plošina Azande (900 m n. m.), východ pohoří Mitumba a Monts Bleus (3000 m n. m.). Na jihovýchodě ohraničuje Konžskou pánev plošina Katanga (1000 m n. m.) a na jihu plošina Lunda (1500 m n. m.). Západní část Konžské pánve obklopuje Dolnoguinejská vrchovina.

## Hydrologie
Zdejší říční síť je nejhustší v celé Africe, což je dáno velkým množstvím srážek. Řeka Kongo protéká východním okraje pánve, střední tok se nachází na severu pánve, kde tok tvoří oblouk a řeka se stáčí k jihozápadu a ústí do Atlantského oceánu v jediném místě, kde se Konžská pánev stýká s mořem. Na řece se nacházejí Livingstonovy vodopády. Z jihu přitékají do Konga řeky Lomami, Ruki, Kwa (Kasai). Zprava se do řeky vlévá Ubangi. Vodní toky v tzv. Dolní Guineji (tj. západní pobřeží jižní Afriky) a Lundě většinou ústí do Atlantiku (Sanaga, Cuanza a Ogooué). V Lundě pramení Zambezi i prameny Konga – Lualaba a Luapula.
Konžskou pánev pokrývají deštné lesy, na středu dna bažinné lesy. Plošiny a pohoří na okrajích pokrývají savany, podél řek rostou galeriové lesy.